# Paule
 Paule  (en bretón Paoul) es una población y comuna francesa, situada en la región de Bretaña, departamento de Côtes-d'Armor, en el distrito de Guingamp y cantón de Maël-Carhaix.

## Demografía
| 1094 | 962 | 811 | 716 | 627 | 652 |
| Para los censos de 1962 a 1999 la población legal corresponde a la población sin duplicidades (Fuente: INSEE [Consultar]) |     |     |     |     |     |